# Каминьский, Ян
Ян Каминьский (пол. Jan Kamiński; 1 января 1922 года, Ярослав, Польша — 3 января 2016 года, Варшава, Польша) — польский политик и общественный деятель, депутат Сейма ПНР, деятель ПОРП.

## Биография
Во время Второй мировой войны с 1944 по 1945 служил в Войске Польском. В 1948 году стал членом Польской объединённой рабочей партии. Образование получил в Высшей сельскохозяйственной школе в Лодзи. Активно участвовал в кооперативном движении.
В 1948—1951 годах работал в Центре сельской кооперации «Крестьянская самопомощь». С 1951 до 1956 года был заместителем директора, а затем директором Центрального управления польского зернопроизводства. До 1957 года директор департамента в министерстве финансов. В 1957—1965 главный директор Центрального управления мельничного хозяйства, а затем Центра мельнично-зерновой промышленности.
С 1965 до 1969 вице-председатель «Крестьянской самопомощи». В 1969—1971 годах работал в управлении продовольственной промышленности и снабжения, а в 1971—1988 годах был председателем «Крестьянской самопомощи».
С января до марта 1976 года исполнял обязанности государственного секретаря (заместителя министра) в Министерстве внутренней торговли и услуг. С 27 марта 1976 до 8 октября 1980 года министр без портфеля в правительствах Петра Ярошевича, Эдварда Бабюха и Юзефа Пиньковского. С июня 1976 года председатель Главного совета кооперации.
В 1972—1985 годах депутат Сейма VI, VII и VIII каденций.
С 1975 по 1981 и с 1986 по 1990 года член Центрального Комитета ПОРП. В 1986—1989 годах член Общепольского Грюнвальдского комитета.
Скончался 3 января 2016 года. 12 января, после прощальной мессы в костёле св. Антония, похоронен в семейном склепе на кладбище Воинские Повонзки.
Награждён орденом «Знамя Труда» I класса, офицерским и кавалерским крестами ордена Polonia Restituta, золотым и серебряным Крестом Заслуг.